# Estret de Davis
L'estret de Davis (en anglès Davis Strait) és un estret marí que es troba la nord del Mar de Labrador, entre Groenlàndia i l'illa Baffin a Nunavut, Canadà. Rep el nom de l'explorador anglès John Davis (1550–1605), que cercava el pas del nord-oest.

## Geografia
Segons l'Organització Hidrogràfica Internacional: l'estret de Davis té els següents límits: 
- al nord, el paral·lel 70°N entre Groenlàndia i l'illa de Baffin, que és el límit sud de la badia de Baffin
- a l'est, la costa occidental de Groenlàndia
- al sud, el paral·lel 60°N, entre Groenlàndia i la península de Labrador
- a l'oest, el límit est del Pas del Nord-oest, al sud del paral·lel 70° N i l'estret de Hudson

Té una amplada d'entre 338 i 664 km i a la costa de l'illa de Baffin té dos importants entrants, el Cumberland Sound i la Badia de Frobisher. És un dels trams de la ruta marítima del Pas del Nord-oest.
Al punt més estret, una cresta submarina s'aixeca des del fons de l'estret, una continuació del Mid-Labrador Ridge, que s'estén entre les costes de l'illa de Baffin i Groenlàndia. Les profunditats per sobre de la carena oscil·len entre 350 i 500 м, però a ambdós costats augmenten bruscament. La màxima profunditat, 3.660 м, l'estret arriba no gaire lluny del seu extrem sud.

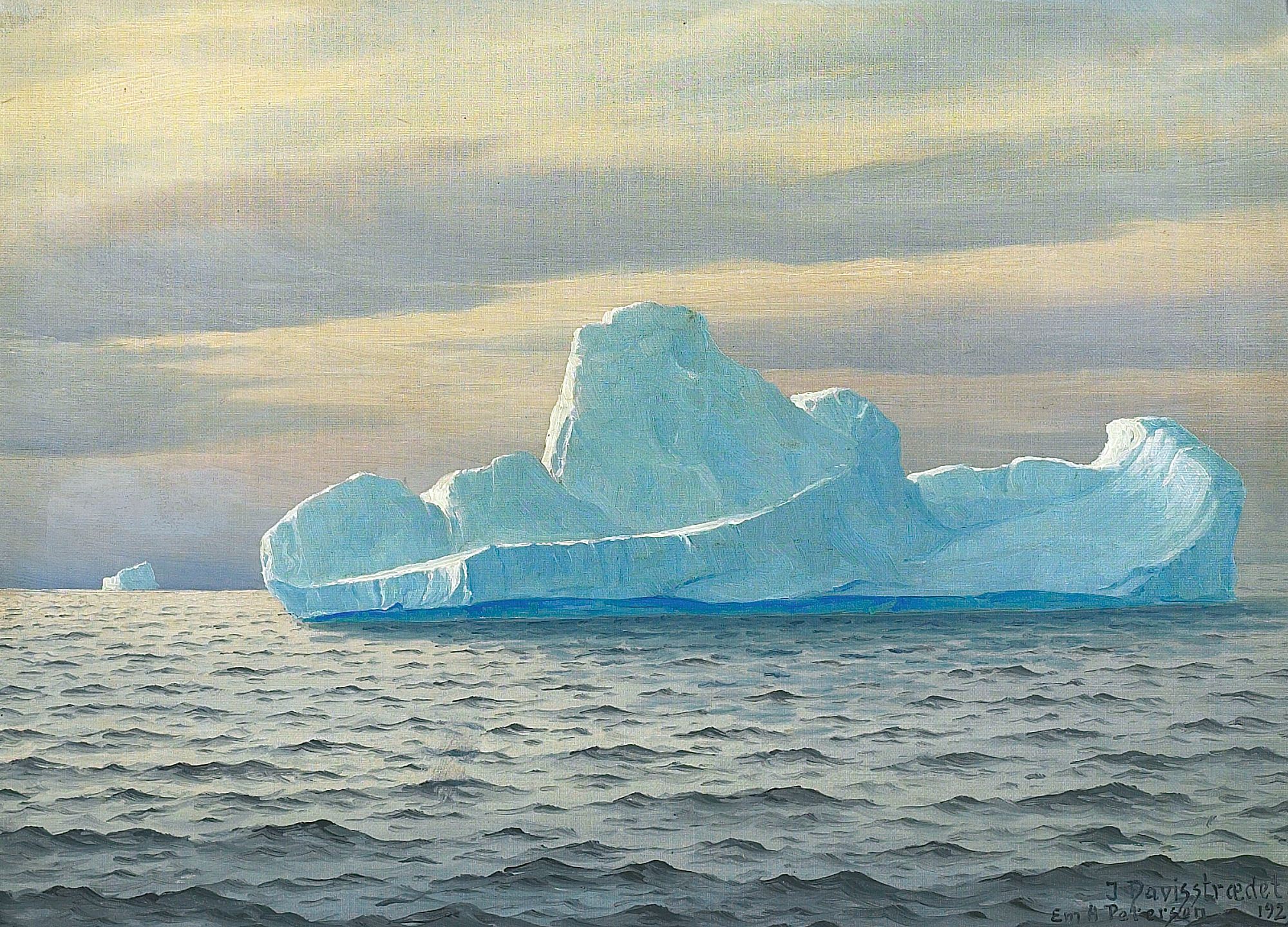
Emanuel Petersen. Iceberg a l'estret de Davis (1923)

Dos corrents travessen l'estret en diferents direccions i amb diferents temperatures. El corrent relativament càlid de Groenlàndia occidental transporta aigua al llarg de la costa de Groenlàndia occidental cap al nord, i el corrent fred del Labrador transporta aigua al llarg de la costa oriental de l'illa de Baffin cap al sud, cap al mar de Labrador i més enllà de l'oceà Atlàntic. (velocitat actual de 8 a 20 км) El corrent fred porta nombrosos icebergs que es desprenen de la capa de gel de Groenlàndia a Melville Sound. Al llarg de la riba oriental de l'estret, per tant, les condicions per a la navegació són notablement millors; la temporada de navegació en aquesta part de l'estret dura des de mitjans d'estiu fins a finals de tardor, i és allà on els vaixells de pesca i baleners navegaven tradicionalment cap al nord. En aquesta època de l'any, funcionen els principals ports de Groenlàndia: Paamiut, Nuuk i Sisimiut. En canvi, a la costa est de l'illa de Baffin, a causa de la manca de navegació, gairebé no hi ha assentaments permanents.
La temperatura de l'aigua entre les aigües costaneres a l'est i a l'oest és de 5 °C a la capa superficial d'aigua i d'1-2 °C a més grans profunditats. L'aigua a l'est també es distingeix per una salinitat més alta de la capa superficial que a l'oest (a la profunditat la salinitat es manté aproximadament igual). Als mesos d'hivern, més del 50% de la superfície d'aigua està coberta de gel, mentre que a l'estació càlida, més del 90% de la superfície d'aigua està lliure de gel .

## Món animal
Més de 100 espècies de peixos viuen a l'estret de Davis i al mar de Baffin, incloses 5 espècies anàdromes. Entre les espècies més comunes hi ha el bacallà atlàntic, el salmó atlàntic, el peix globus, el Mallotus villosus, el raid amblyraja radiata, els meros daurats, dues espècies d'ammodytes i tres espècies d'anarhichas. Les espècies de crustacis comercials importants són la gamba Gamba boreal i el cranc de les neus comú. Una varietat d’esponges, coralls durs i tous viuen a les aigües del fons.
Els habitants estacionals de l'estret i els seus voltants són 6 espècies de rorquals: rorqual minke boreal, rorqual comú, iubarta, rorqual boreal, rorqual blau i balena de Groenlàndia. La balena franca comuna, en perill d'extinció, un altre membre de la família de la balena franca a la qual pertany la balena boreal, es trobava abans a l'estret de Davis, però ara només es troba més al sud al cap Cap Farvel. Les balenes dentades estan representades per vuit espècies: catxalot, zífid cap d'olla boreal, orca, narval, rorqual beluga, dofí de musell blanc, marsopa i Cap d'olla negre d'aleta llarga Hi ha cinc espècies de foques a l'estret de Davis, incloent la Foca comuna (llistada al Llibre Vermell de Groenlàndia), la foca ocel·lada, la foca barbuda, la foca de cresta i la foca de Groenlàndia (les poblacions d'aquestes tres últimes espècies experimenten fortes fluctuacions estacionals). Entre 66° i 70° N. w. Les aigües baixes costaneres del costat de Groenlàndia de l'estret estan habitades per morses. L'ós polar es troba al gel ràpid al sud del cap Dyer a l'illa de Baffin i a la zona de Kangerlussuaq a Groenlàndia.
Els ocells formen una part important de l'ecosistema de l'estret de Davis, tot i que no tenen les enormes colònies que caracteritzen les zones més al nord de Groenlàndia (Badia de Disko, Upernavik i Qaanaaq). En total, 20 espècies d'ocells marins es desclouen els seus pollets anualment en aquesta regió, gairebé totes (a excepció del paràsit cuapunxegut) són colonials. Les poblacions de l'estret de Davis són importants a nivell mundial pel Gavinot polar, el Somorgollaire alablanc, el gavot, el Fraret atlàntic, l'àguila Somorgollaire comú i el Somorgollaire de Brünnich, l'Èider, el Bec de serra mitjà, el collverd, l'Ànec collverd i el Pigarg cuablanc.

## Corrents
El corrent marí fred del Labrador travessa l'estret cap al sud, al llarg de l'Illa de Baffin, arrossegant gel flotant durant la major part de l'any. Un corrent càlid, derivat del Corrent del Golf, flueix cap al nord al llarg de la costa de Groenlàndia a la regió de les principals rutes marítimes de l'Estret.
Les seves marees són molt intenses, cosa que va desencoratjar els antics exploradors. La seva fondària és de mil a dos mil metres.

## Història
El primer europeu del que es tenen notícies que vagi travessar les aigües de l'estret va ser el navegant anglès Martin Frobisher, que, durant la seva expedició de 1576 en la recerca del Pas del Nord-oest, va arribar el 28 de juliol amb el vaixell Gabriel, gairebé amb seguretat, a les costes de l'illa Resolution, a la l'entrada de la badia de Frobisher. Frobisher va tornar en la seva segona expedició a l'any següent, el 17 de juliol de 1577, al capdavant d'una petita flota de tres vaixells, l'Aydé, el Gabriel i el Michael. En aquesta ocasió va arribar al que el va anomenar Terra de Hall a la vora septentrional de la boca de la badia de Frobisher. Uns dies més tard va prendre possessió solemnement d'aquestes terres i de la part sud de la badia en nom de la reina d'Anglaterra.
El primer que realment va navegar i va reconèixer l'estret va ser John Davis el 1585. Davis va partir d'Anglaterra a primers de juny amb dos vaixells, el Sunneshine i el Mooneshine. Després de trobar-se amb la frontera de gel a la costa oriental de Groenlàndia, va seguir cap al sud fins a passar el cap Farewell i des d'allà va tornar novament cap al nord, vorejant el litoral occidental de Groenlàndia, fins que, en trobar mar lliure de gel, es va dirigir a l'oest pensant haver trobat el camí cap a la Xina. Va travessar les aigües del que avui porten el seu nom-estret de Davis-i en els 66 ° N, però, es va trobar amb les costes de l'illa de Baffin, i, tot i que va seguir cap al nord internant en aigües de la badia de Cumberland amb l'esperança que fos l'anhelat pas, va haver de tornar a finals d'agost. Va arribar a Anglaterra el 30 de setembre.
Davis va tornar a la zona en les seves dues expedicions a l'àrtic. El 1586 va partir al capdavant de quatre vaixells, però només el Mooneshine va aconseguir arribar per les difícils condicions atmosfèriques del viatge. Va repetir el recorregut de l'anterior viatge, aconseguint arribar fins als 67° N, una mica més al nord del cap Dyer, sobrepassat la badia de Cumberland. Va tornar tres anys més tard, el 1589, aquest cop a bord d'una petita pinassa de 20 tones, l'Ellen. Va navegar amb condicions excepcionals vorejant la ribera occidental de Groenlàndia en aigües lliures fins als 72° 92′ N (una mica més al nord d'Upernavik) abans que el gel li impedís el pas. Va seguir cap a l'oest fins que novament va ser bloquejat pel gel. Va virar al sud resseguint l'illa de Baffin i explorant de nou la badia de Cumberland. Després va seguir cap al sud retornant a casa el 15 de setembre, després de navegar amb èxit en la seva petita embarcació a través de més de 20° d'aigües àrtiques.

## Petroli i gas
El Servei Geològic dels Estats Units ha estimat que almenys el 13% dels dipòsits de petroli no descobert de el món i el 30% de les bosses de gas no descobertes es troben a l'Àrtida, i que els mars que envolten Groenlàndia poden contenir grans quantitats de gas natural i quantitats menors de petroli i gas natural. Això ha portat el Parlament de Groenlàndia a oferir un gran nombre de concessions per a l'extracció d'hidrocarburs sota les aigües. Les àrees de concessions més grans es troben als mars de l'oest de Groenlàndia, principalment a l'estret de Davis i la badia de Baffin, però amb diverses concessions més petites també al mar de Groenlàndia.